# Iževský automobilový závod
Iževský automobilový závod „IžAvto“ (rusky Ижевский автомобильный завод «ИжАвто) je ruská automobilka sídlící v hlavním městě Udmurtska Iževsku.

## Historie
V polovině 60. let 20. století vyráběl Sovětský svaz pouze 150 000 automobilů ročně, na tisíc obyvatel státu připadaly čtyři osobní automobily. Vzhledem k tomuto faktu rozhodlo sovětské vedení o výstavbě nových automobilek v Iževsku (1965) a Togliatti (1966; automobilka VAZ). Iževská automobilka vznikla v rámci velkých strojíren Ižmaš a roku 1966 zahájila výrobu vozu Moskvič 408, který od roku 1964 produkoval Moskevský závod malolitrážních automobilů. O rok později zde začala výroba modelu Moskvič 412, na jeho základě se tu od roku 1968 vyráběla dodávka a od roku 1973 pickup a hatchback pod značkou Iž. Tyto modely automobilka produkovala až do roku 1997, některé dokonce do roku 2001! Výsledkem první snahy o modernizaci byl roku 1991 hatchback Iž 2712 Oda, na jehož bázi vznikl později pickup a dodávka. Výroba této řady byla ukončena roku 2005. Na začátku 21. století zahájilo IžAvto vzhledem k zániku automobilky Moskvič spolupráci s VAZem a v Iževsku se začaly vyrábět zastaralé modely Lady VAZ 2104 a VAZ 2106, vycházející z Fiatu 124 ze 60. let. V letech 2005 až 2009 se zde montovaly vozy Kia.

## Současnost
V roce 2010 byla opět zahájena výroba vozů VAZ 2104 (vyráběný od roku 1984), o rok později VAZ 2107 (vyráběný od roku 1982) a modely Kia. Zastaralé modely jsou vzhledem k nízké ceně a odolnosti na trzích postsovětských zemí stále prodejné.
Koncem roku 2013 zde byla definitivně ukončena výroba automobilů Lada Samara. Již dříve byla ukončena výroba Lady 2104 a Lady Sedan.

## Přehled vyráběných modelů
| Zahájení výroby | Ukončení výroby | Typ             | Poznámka                    |
| --------------- | --------------- | --------------- | --------------------------- |
| 1966            | 1967            | Moskvič 408     |                             |
| 1967            | 1997            | Moskvič 412     | vyrobeno 2 317 493 ks       |
| 1968            | 1973            | Moskvič 434     | dodávka                     |
| 1973            | 1997            | Iž 2715         | pickup                      |
| 1973            | 1997            | Iž 2125         | 1. sovětský hatchback       |
| 1974            | 2001            | Iž 27151        | pickup                      |
| 1991            | 2005            | Iž 2126 Oda     |                             |
| 1991            | 2005            | Iž 2126 Oda 4x4 |                             |
| 1997            | 2005            | Iž 2717         | pickup                      |
| 1997            | 2005            | Iž 27171        | dodávka                     |
| 2001            | 2006            | VAZ 2106        |                             |
| 2002            | 2006            | VAZ 2104        | combi                       |
| 2003            | 2006            | Iž 2126 Nika    | modernizace typu Oda        |
| 2004            | 2006            | Iž 21261 Fabula | kombi                       |
| 2005            | dosud           | Iž 27175        | dodávka na základě VAZ 2104 |
| 2005            | 2009            | Kia Spectra     |                             |
| 2006            | 2009            | Kia Rio         |                             |
| 2007            | 2009            | Kia Sorento     |                             |
| 2010            | dosud           | VAZ 2104        |                             |
| 2011            | dosud           | VAZ 2107        |                             |
| 2011            | dosud           | Kia Spectra     |                             |
| 2011            | dosud           | Kia Sorento     |                             |

## Galerie

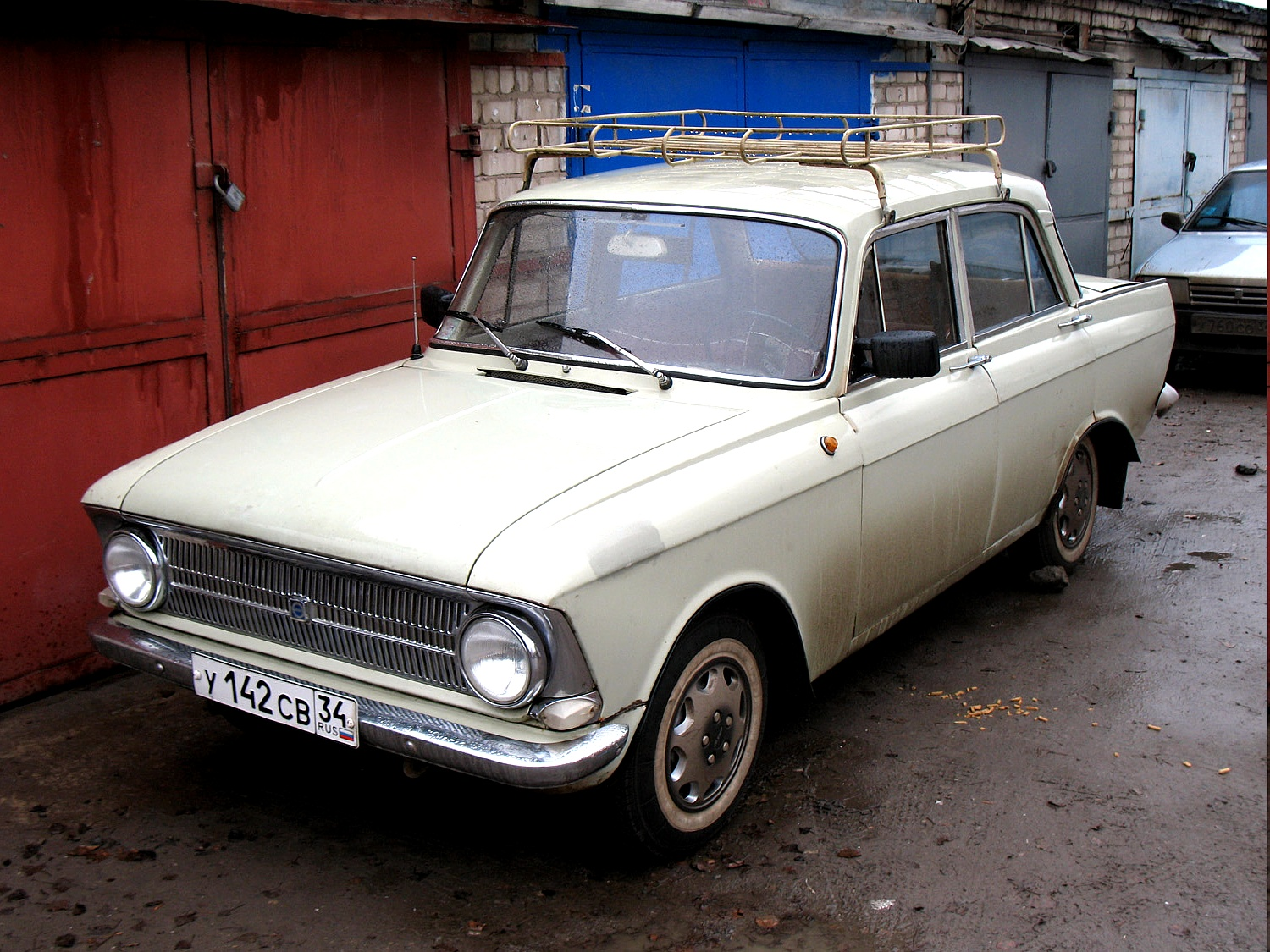
Moskvič 412 z Iževska (1974)
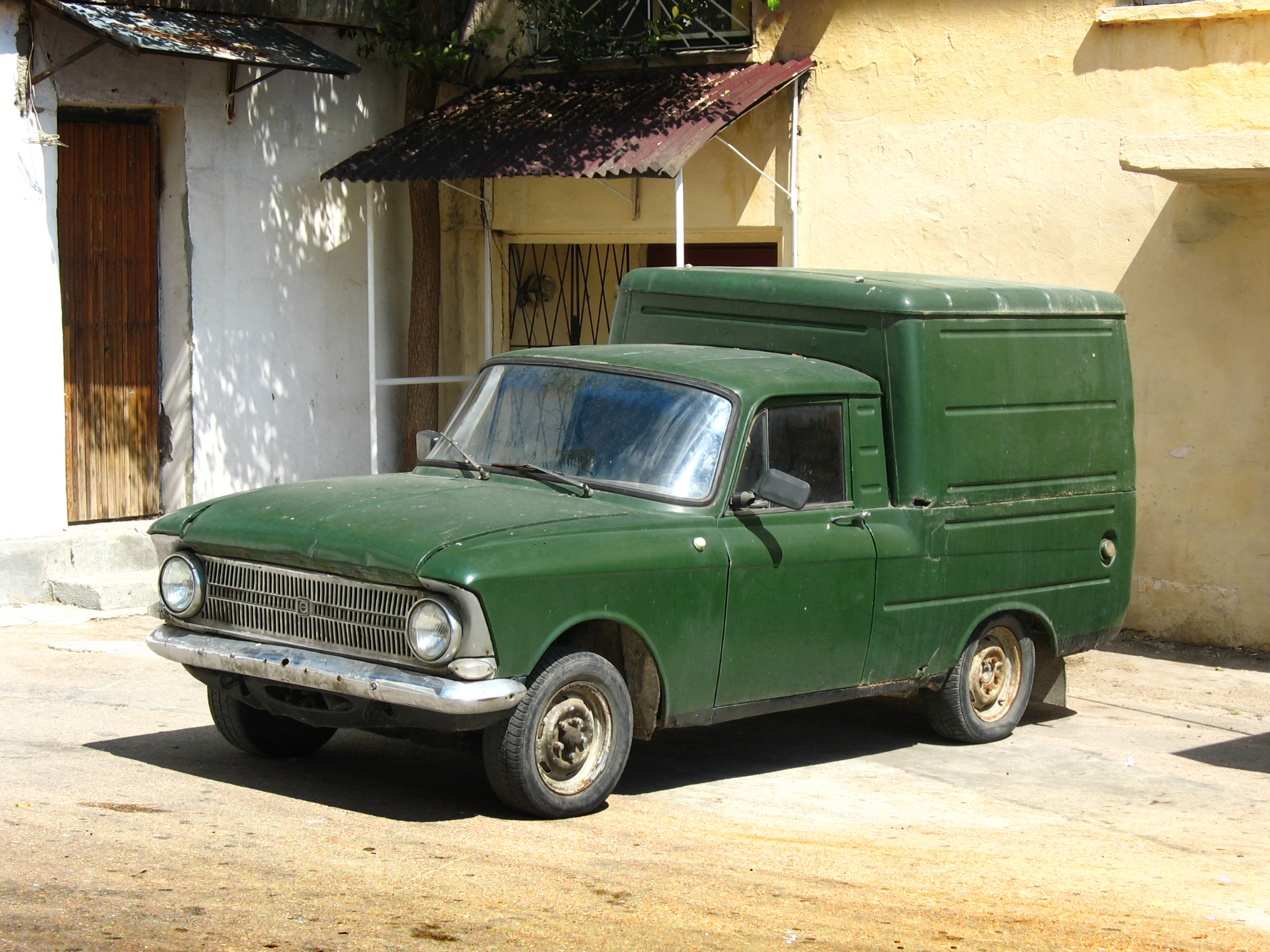
Iž 2715
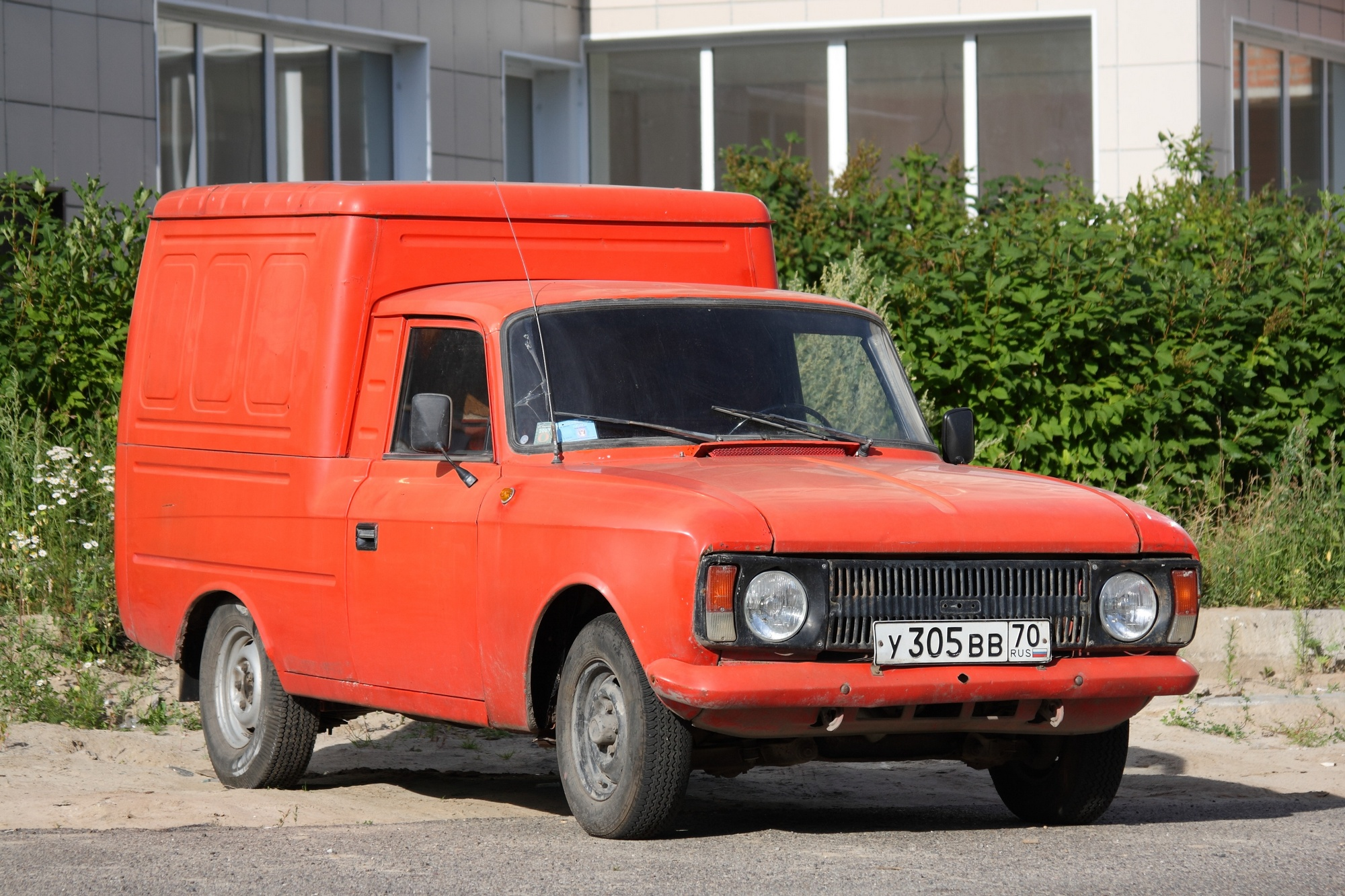
Iž 2715-01
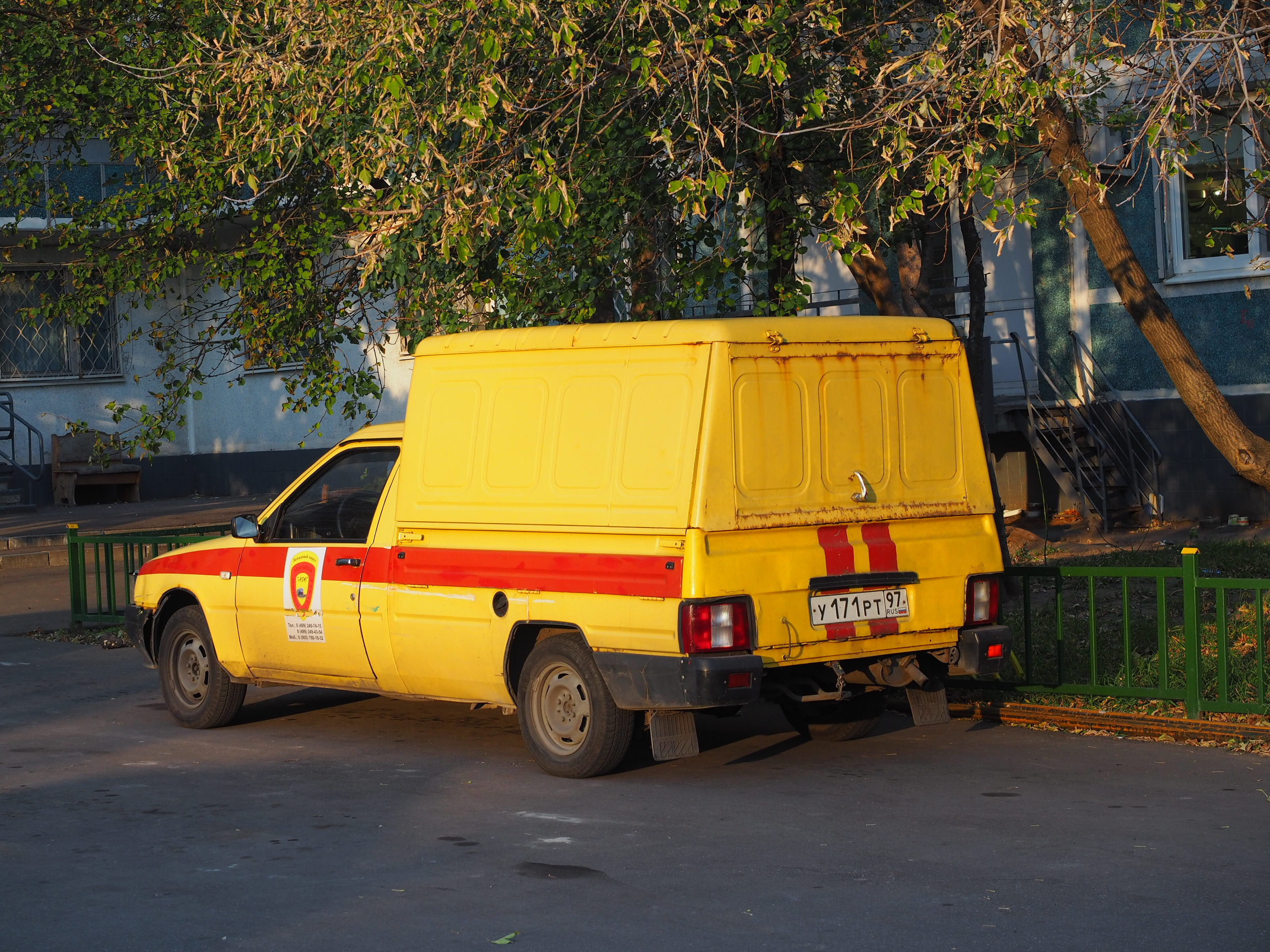
Iž 2717
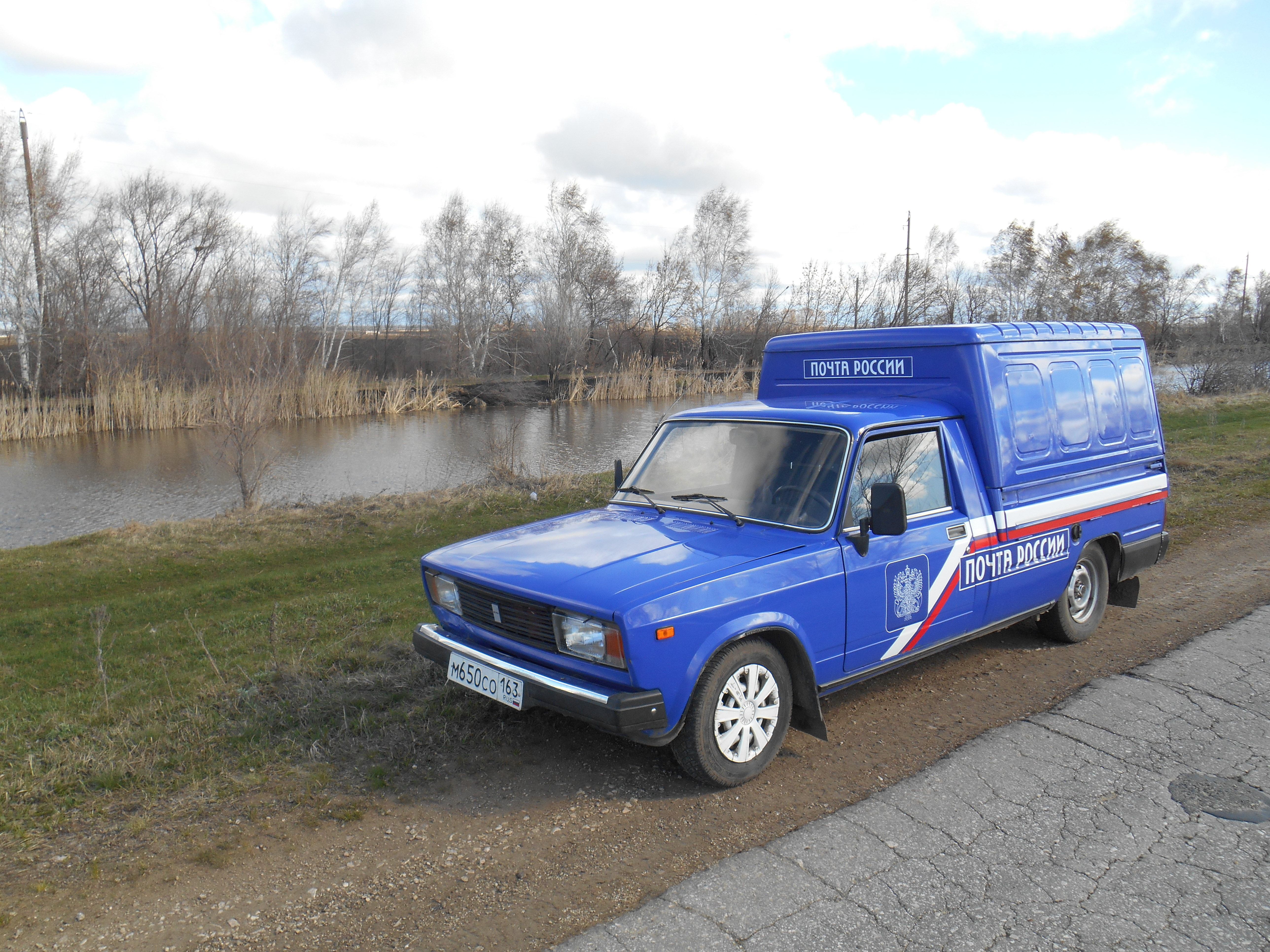
Iž 27175
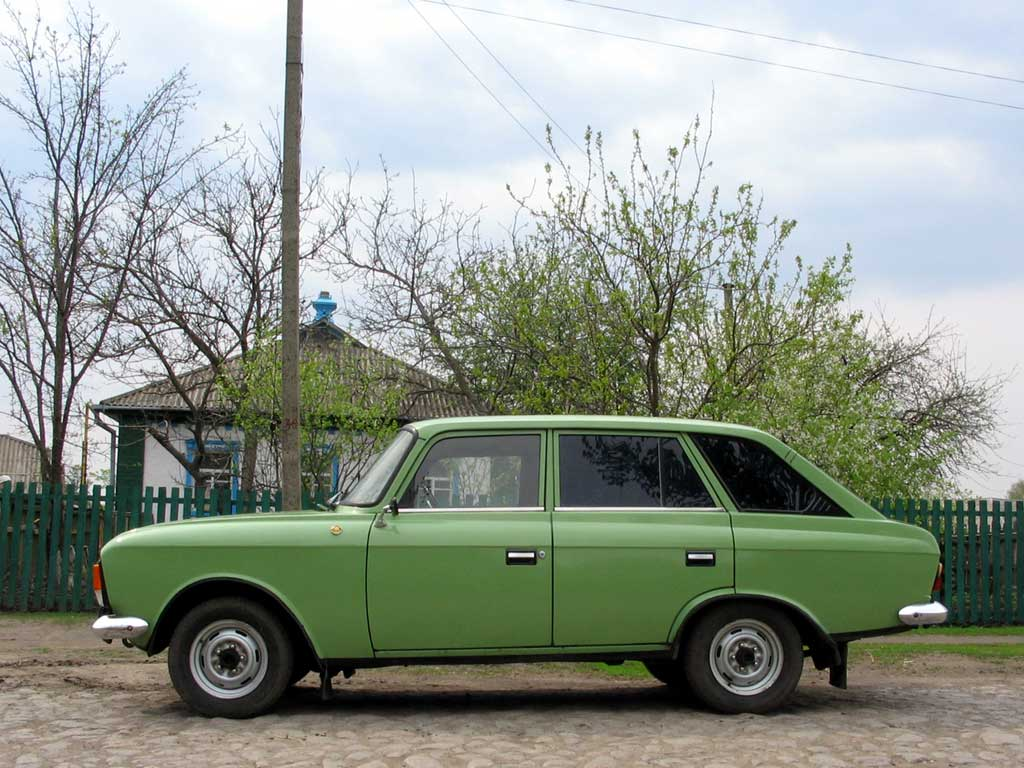
Iž 2125
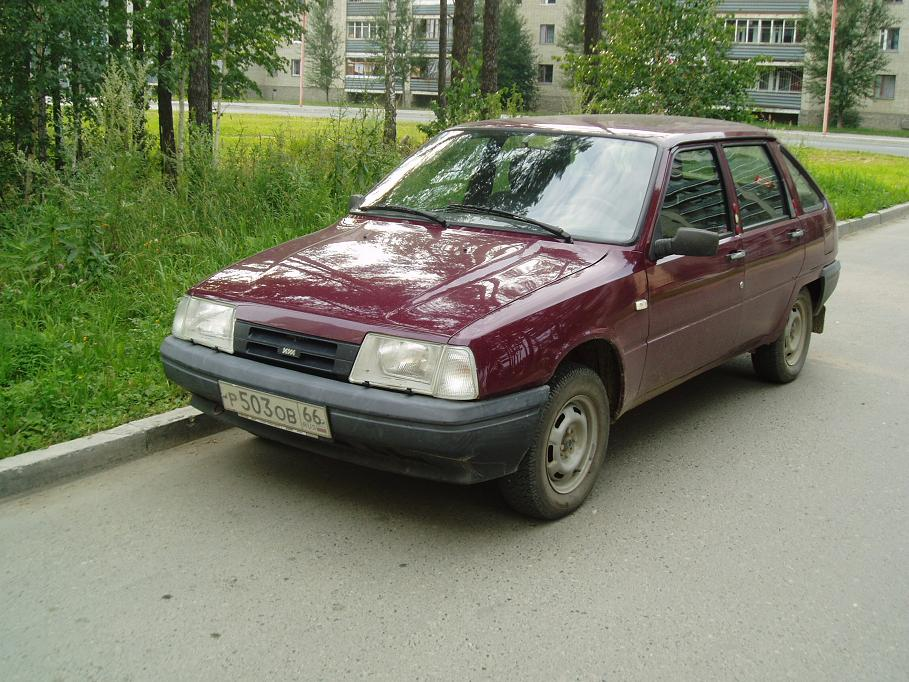
Iž 2126 Oda
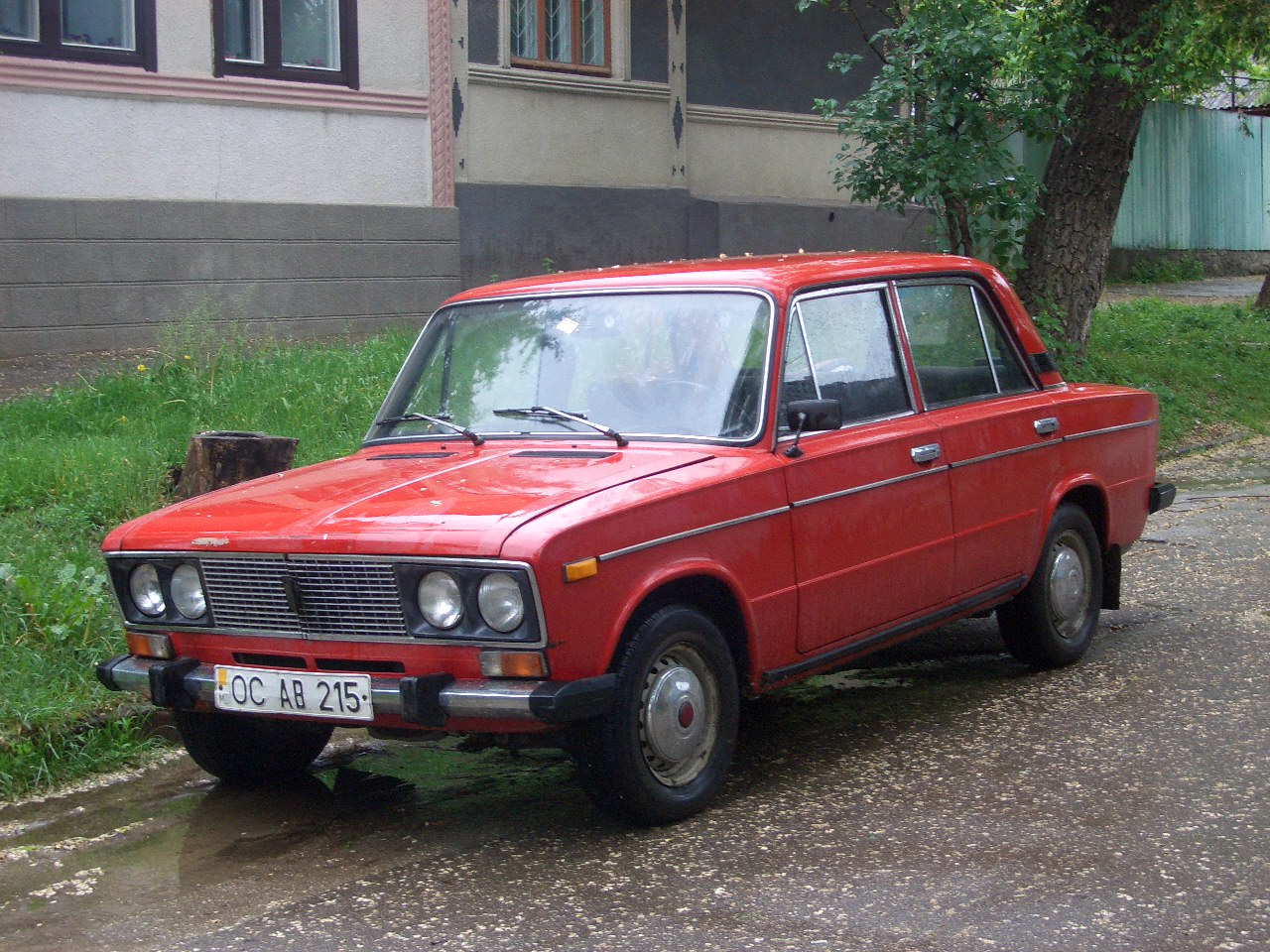
VAZ 2106
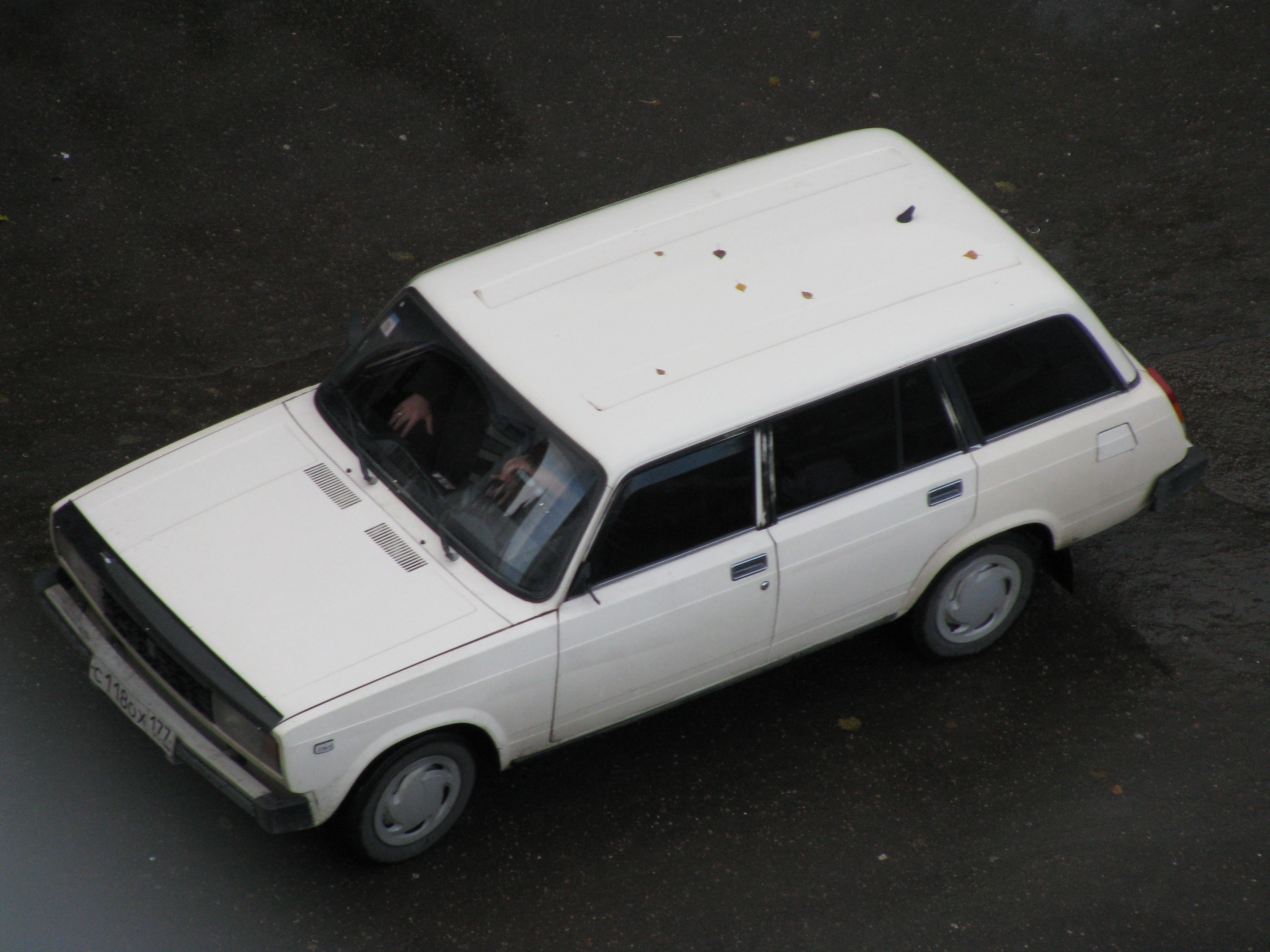
VAZ 2104
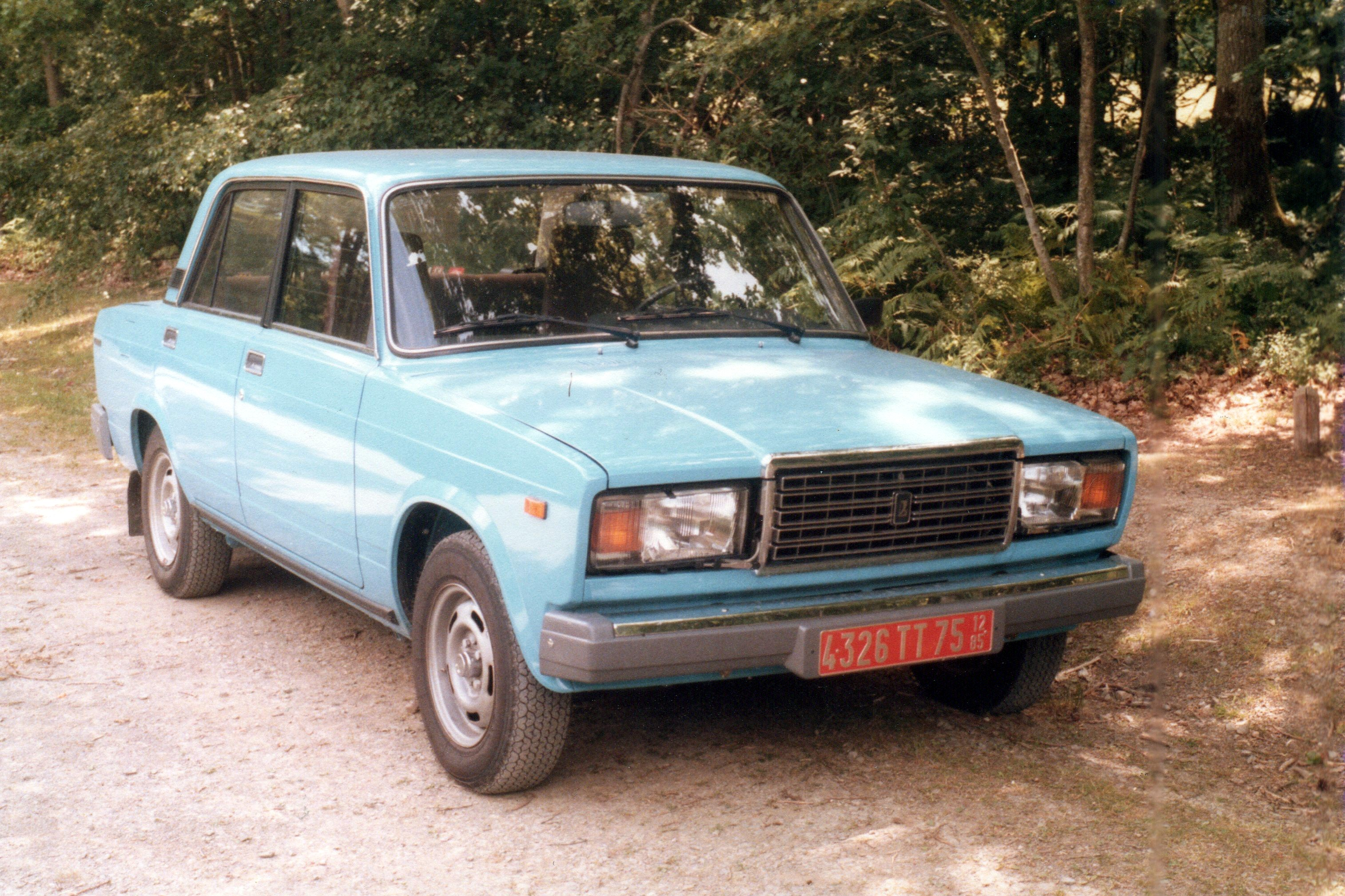
VAZ 2107
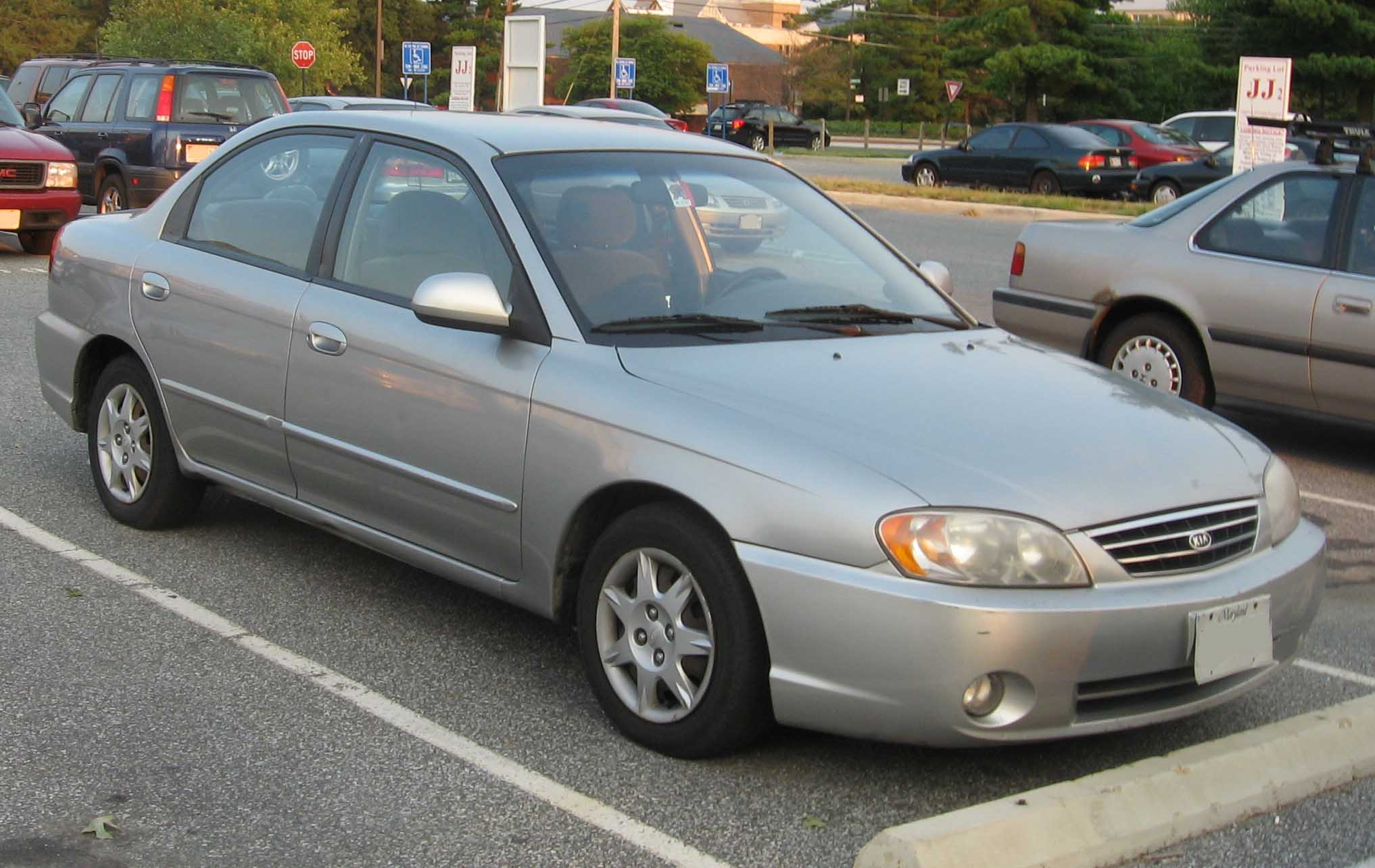
Kia Spectra